# El Penjat

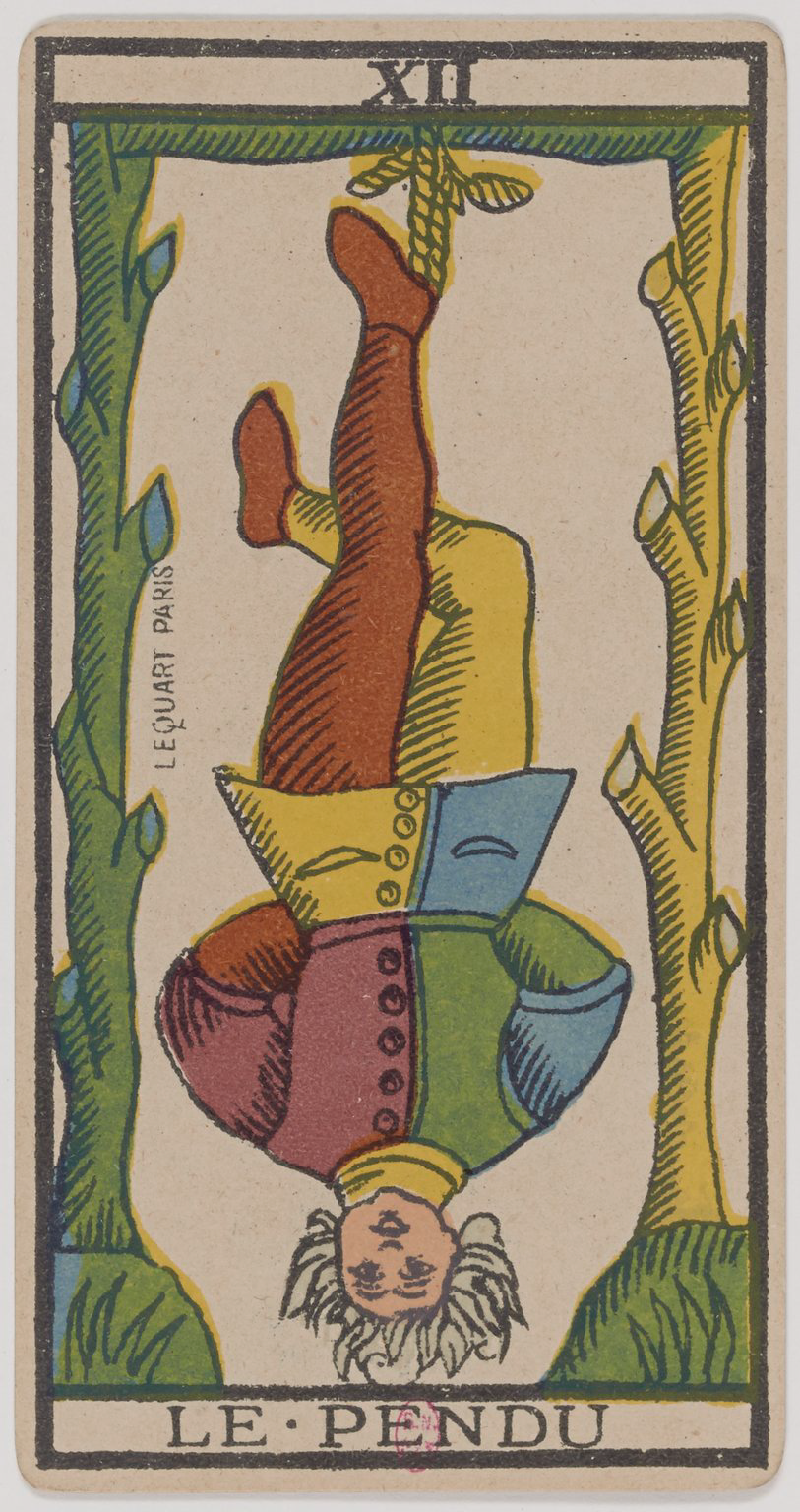
El Penjat, dotzè arcà major del tarot (Tarot de Marsella)

El Penjat (XII) és el dotzè trumfo o Arcà major en les baralles de tarot i s'utilitza tant per als jocs populars de tarot com en la cartomància.

## Descripció

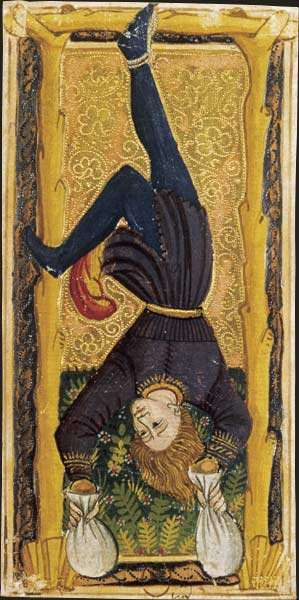
En alguns tarots se l'identifica amb Judes Iscariot, mostrant-lo amb les 30 monedes que cobrà per la seva traïció

Descriu un pittura infamante, una imatge d'un d'home essent penjat cap per avall per una cama. Aquest mètode de penjar als condemnats era un càstig comú per als traïdors en la Itàlia de l'època. Tanmateix, l'expressió solemne de la seva cara tradicionalment suggereix que és allà per voluntat pròpia, motiu pel qual la cara representa l'autosacrifici més que el càstig corporal o la criminalitat.
En 1393 el decret del càstig per traïdors de Milà i Llombardia deia: portau-lo [arrossegat] en un tauló [de fusta], lligat a la cua d'un cavall, al lloc de l'execució, i allà romandrà suspès pels peus de la forca, i hi quedarà fins que sigui mort. Mentre sigui viu se lli podrà dona menjar i beguda.
A nivell mitològic, trobam em moltes tradicions el concepte de l'autosacrifici com a via cap a la il·luminació, però també com a procés d'expiació. Un exemple d'això el trobam a la mitologia escandinava, on Odin es va penjar d'un arbre (probablement Yggdrasil) travessat per la seva llança durant nou dies i nou nits, entre la vida i la mort, en un sacrifici que es va oferir a si mateix. A través d'aquesta catarsi obtingué el coneixement necessari per a llegir les runes i obtingué poders màgics.
També se l'ha relacionat amb Judes Iscariot, el traïdor més important de la mitologia cristiana qui, després de delatar al seu mestre Jesús de Natzaret, es penjà d'un arbre, penedit pel que havia fet. En les baralles tradicionals italianes, com el Tarot Bolonyès, el trumfo 12 sovint rep el nom de Traditore, o traïdor i, en varies d'elles, com per exemple el Tarot dels Medici, apareix amb una o varies bosses plenes de diners, en referència a les trenta monedes de plata que cobrà pels seus serveis. De fet, en un document de 1550, el Gioco di Tarocchi fatto in Conclave (una pasquinata recopilada per P. Giovio en 1559), aquest trumfo es denomina precisament «Judes».
El els tarots clàssics, com el Tarot de Marsella, la carta mostra un home suspès cap per avall, penjat del peu dret a un pal o una branca, amb la cama esquerra replegant-se rere aquesta a l'altura del genoll, formant una creu. Els braços es mantenen rere l'esquena, impedint veure les mans, i uns aureola de cabells rossos envoltant un rostre serè. Cada un dels dos arbres que el voregen mostren sis monyons de la poda patida, cada un dels quals es troba acolorit de vermell i als seus peus creix l'herba, gairebé a la mateixa altura del cap de l'home.
L'aureola que envolta els seu cap, ja sigui de manera més explícita com en el Tarot Rider-Waite, o més simbòlica com en el de Marsella, mostra una major comprensió i il·luminació.

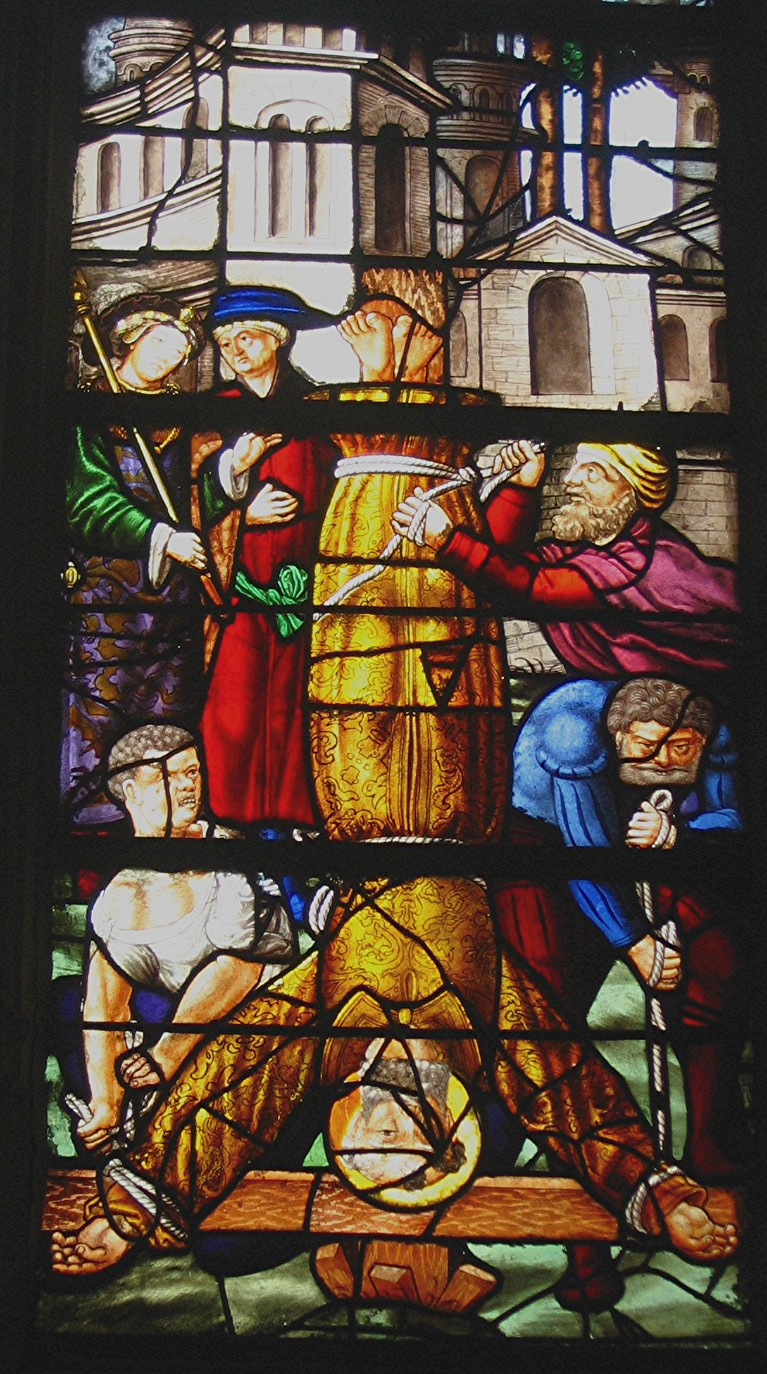
Sant Pere és representat normalment en una crucifixió cap per avall. D'aquí agafa el nom la creu llatina invertida, o Creu de Sant Pere.

## Interpretació
Alberto Couste li confereix atributs d'abnegació, acceptació del sacrifici, desinterès o oblit de si mateix, tot i que també avisa d'una faceta negativa que pot implicar un excés de passivitat que impedeixi posar els projectes en marxa (per exemple per pensar-hi massa) o també un excés de deure que pugui dur a l'èxit però sense satisfacció ni plaer.
El fet de ser una carta que sembla invertida afegeix un element d'ambigüitat molt característic a aquesta carta. Jodorowsky veu en aquesta situació un estat d'espera entre el cel i la terra, entre les idees i l'acció. El Penjat es troba en gestació, esperant el moment de nàixer. També ho veu com un canvi de punt de vista, parla de la necessitat de desprendre's de la visió del món heretada que tenim durant la infància per a aprendre a veure’l segons el nostre punt de vista, amb el trauma que pot implicar, propi de qualsevol canvi, però que amb els temps ens confereix una major saviesa saviesa.
En el seu llibre, La Clau pictòrica del Tarot, A.E. Waite descriu la seva representació segons el Tarot Rider-Waite: 
La forca de la que penja és una creu amb forma de Tau, mentre que la figura (amb la posició de les seves cames) forma una creu gammada. Una aureola envolta el seu cap, fent que sembli un màrtir. Cal fer notar que l'arbre del sacrifici és fusta viva, amb fulles a sobre; el seu rostre expressa una concentració profunda, no patiment; la figura en conjunt suggereix vida en suspensió, però vida al cap i a la fi, no mort (...). Ha estat considerada falsament com una carta de martiri, una carta de prudència, una carta de la Gran Obra, una cara de deure (...). Però per part meva només puc dir, de manera senzilla, que expressa la relació, en un dels seus aspectes, entre allò Diví i l'Univers.
| Precedit per: La Força (XI) | Arcans majors del Tarot | Succeït per: La Mort (XIII) |

El Penjat (XII)
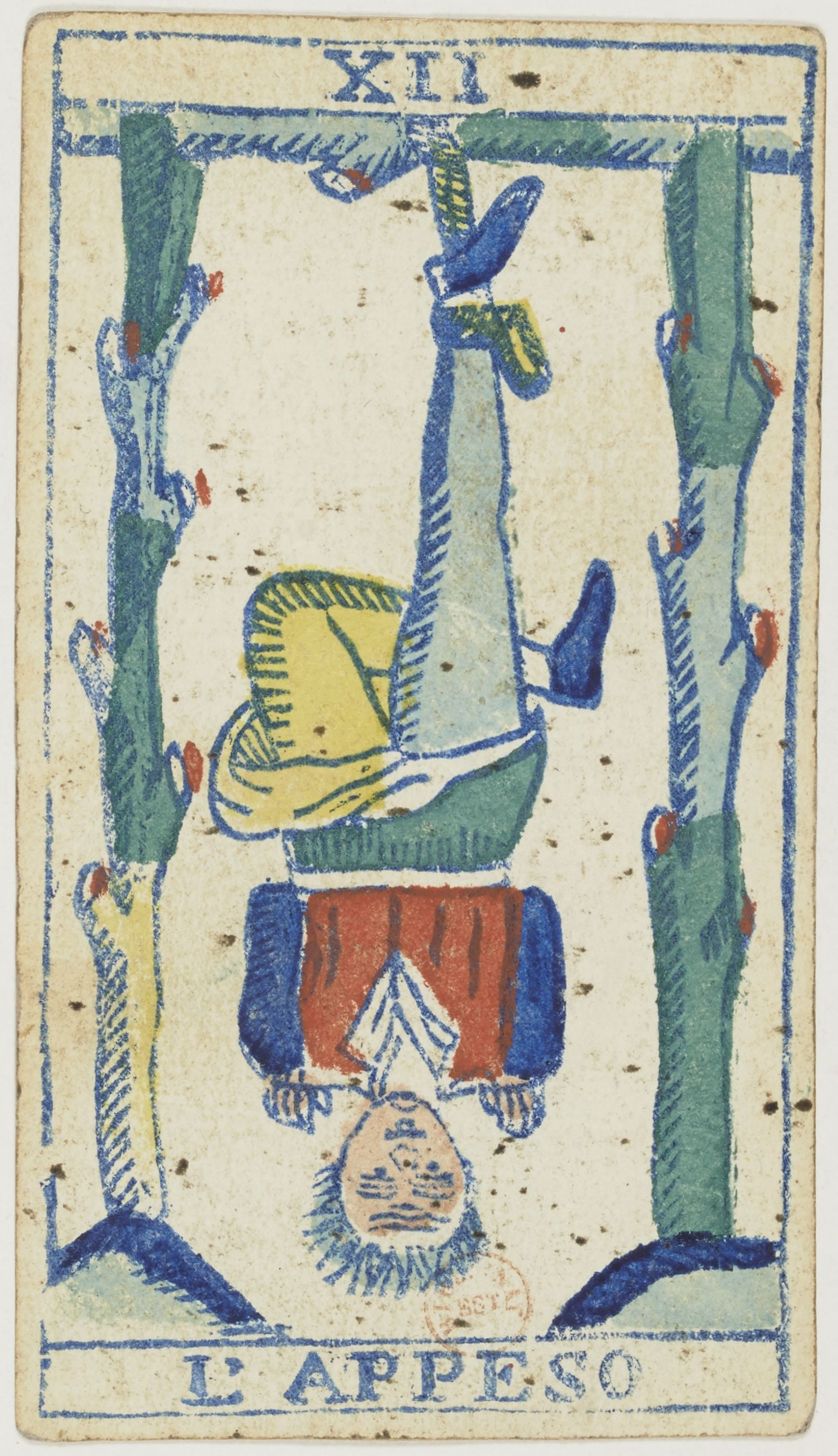
Tarot Piemontès, 1865
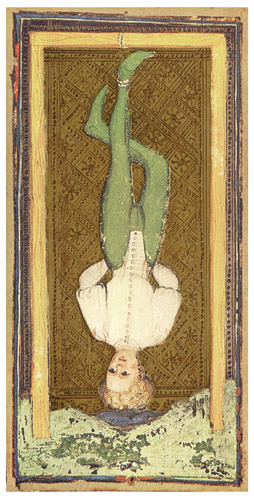
Tarot Visconti-Sforza, 1450
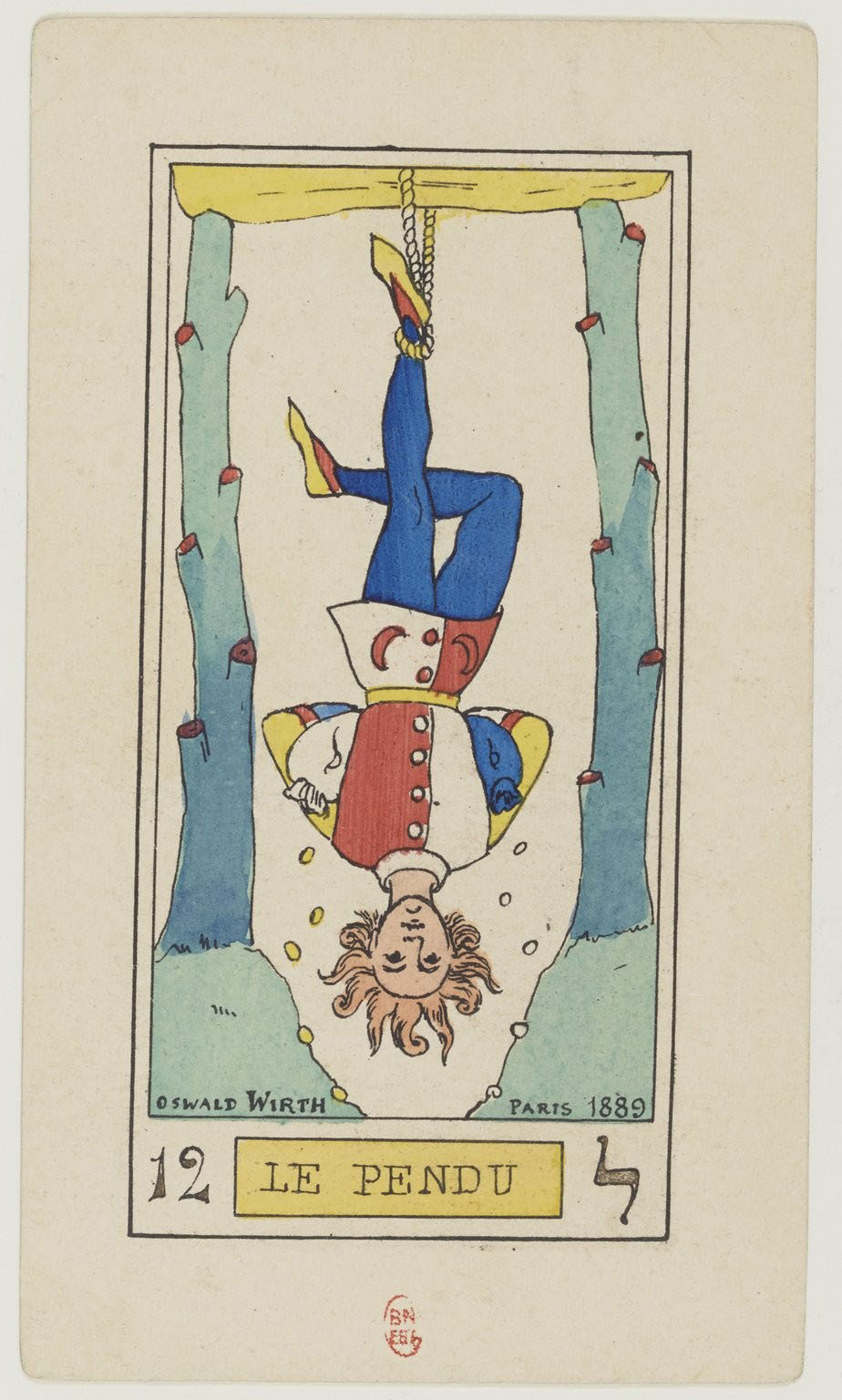
Tarot d'Oswald Wirth, 1889.
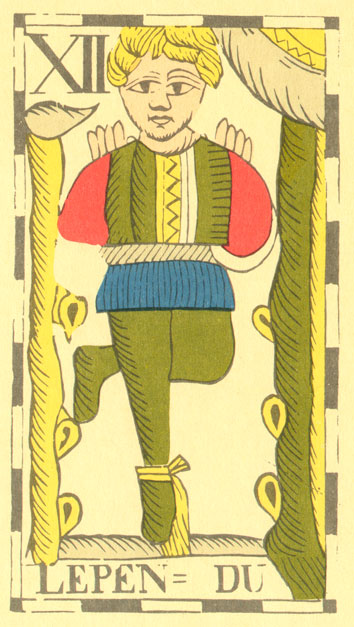
Tarot Flamand, 1780
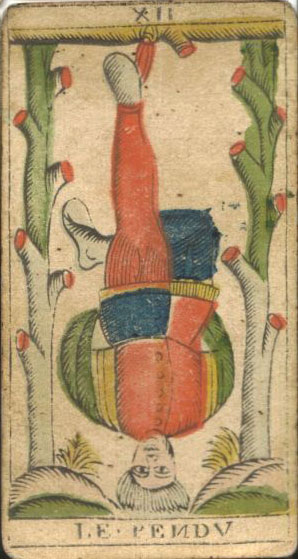
Tarot de Besançon, cap a 1820 –1830.
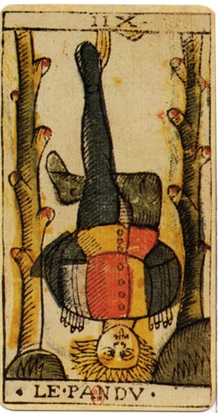
Tarot de Jean Dodal, entre 1701 i 1715.
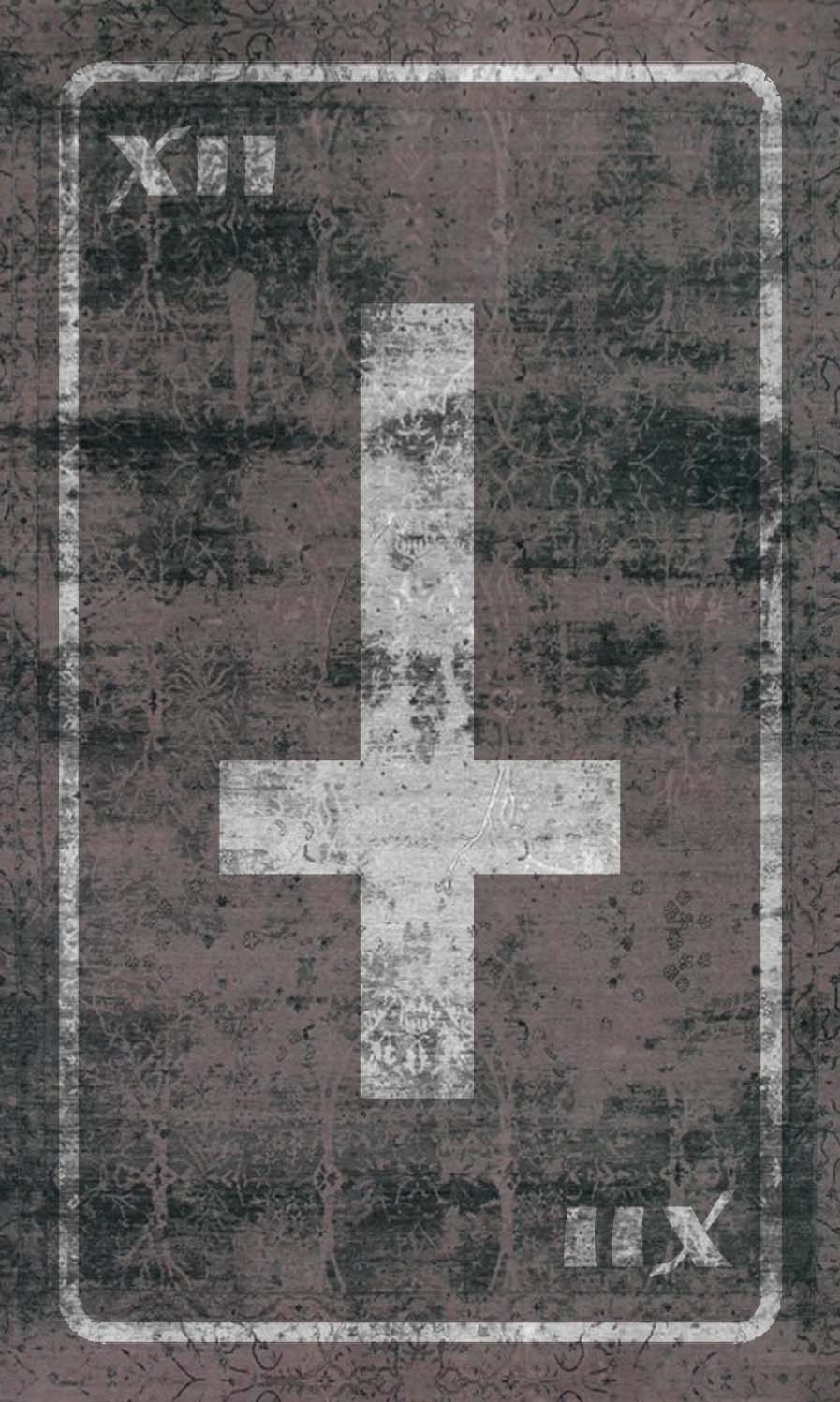
Tarot Satànic, 1996.
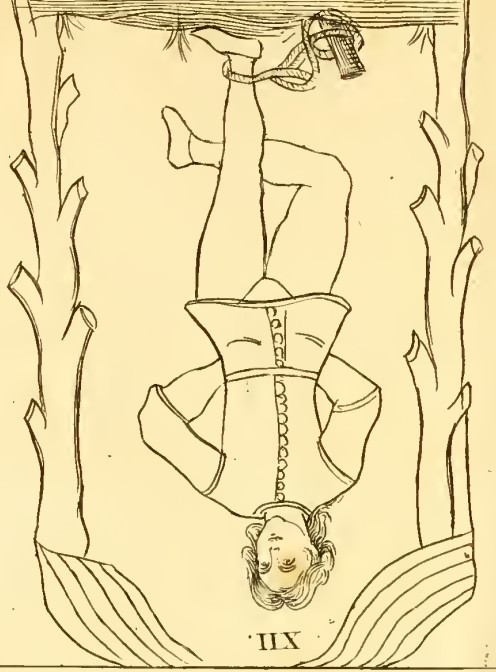
Disseny del trumfo del tarot d'Antoine Court de Gébelin per al seu assaig Du Jeu des Tarots, 1781.
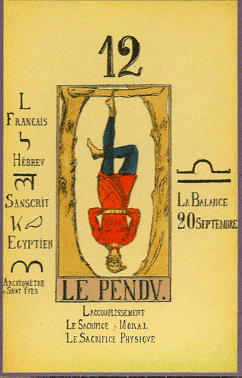
Disseny de l'arcà per al llibre de Papus Le Tarot Divinatoire. Le Livre des Mystères et les Mystères du Livre. Clef du tirage des cartes et des sorts. Avec la reconstitution complète des 78 lames du Tarot Égyptien et de la méthode d'interprétation. Les 22 arcanes majeurs et les 56 arcanes mineurs (1909).